# Polícia Civil do Estado de Minas Gerais
A Polícia Civil do Estado de Minas Gerais (PCMG) é a força de segurança pública do Estado de Minas Gerais à qual impende, à luz do § 4 do Art. 144 da Constituição Federal, o desempenho das funções de polícia judiciária e a apuração das infrações penais (com exceção das militares) ocorridas nas suas circunscrições.

## Contexto legislativo federal
Constituição Federal (1988)
Art. 144: A segurança pública, dever do Estado, direito e responsabilidade de todos, é exercida para a preservação da ordem pública e da incolumidade das pessoas e do patrimônio, através dos seguintes órgãos:
[...]
IV - polícias civis;
[...]
§ 4: Às polícias civis, dirigidas por delegados de polícia de carreira, incumbem, ressalvada a competência da União, as funções de polícia judiciária e a apuração de infrações penais, exceto as militares.
[...]
§ 6: As polícias militares e os corpos de bombeiros militares, forças auxiliares e reserva do Exército subordinam-se, juntamente com as polícias civis e as polícias penais estaduais e distrital, aos Governadores dos Estados, do Distrito Federal e dos Territórios.

## Contexto legislativo estadual
Constituição do Estado de Minas Gerais (1989)
Art. 136: A segurança pública, dever do Estado e direito e responsabilidade de todos, é exercida para a preservação da ordem pública e da incolumidade das pessoas e do patrimônio, através dos seguintes órgãos:
I – Polícia Civil;
II – Polícia Militar;
III – Corpo De Bombeiros Militar.
Art. 137. A Polícia Civil, a Polícia Militar e o Corpo De Bombeiros Militar se subordinam ao Governador do Estado.
[...]
Art. 139. À Polícia Civil, órgão permanente do Poder Público, dirigido por Delegado de Polícia de carreira e organizado de acordo com os princípios da hierarquia e da disciplina, incumbem, ressalvada a competência da União, as funções de polícia judiciária e a apuração, no território do Estado, das infrações penais, exceto as militares, e lhe são privativas as atividades pertinentes a:
I – Polícia Técnico-Científica;
II – Processamento e arquivo de identificação civil e criminal;
[...]

## Níveis de carreira (efetivos policiais)
| Delegado de Polícia | Médico-Legista | Perito Criminal | Escrivão de Polícia | Investigador de Polícia |
| ------------------- | -------------- | --------------- | ------------------- | ----------------------- |
| Substituto          | Nível I        | Nível I         | Nível I             | Nível I                 |
| Titular             | Nível II       | Nível II        | Nível II            | Nível II                |
| Especial            | Nível III      | Nível III       | Nível III           | Nível III               |
| Geral               | Nível Especial | Nível Especial  | Nível Especial      | Nível Especial          |

Agente de Segurança Penitenciário
Nota: A Lei Complementar nº 113, de 29 de Junho de 2010, estabeleceu nova estrutura para os quadros da PCMG. Criou a carreira de Investigador em incorporação ao cargo de Agente criado pela Lei Complementar Nº 84 (2005), extinguiu a carreira de Auxiliar De Necrópsia (cujos ocupantes foram incorporados à carreira de Investigador e cujas competências foram incorporadas à função de Auxiliar De Perícia também desempenhada por servidores administrativos) e elevou o grau de escolaridade para o ingresso nos quadros da corporação de nível médio para nível superior às carreiras de Investigador e de Escrivão. Também pela nova Lei, foi extinta a antiga Coordenação-Geral De Segurança e criada em seu lugar a Superintendência De Informações & Inteligência Policial. Foi extinta ainda a antiga Superintendência Regional De Polícia Civil, sendo criada em seu lugar a Superintendência De Investigações & Polícia Judiciária. Existem cargos comissionados em todas as carreiras acima mencionadas. O Delegado pode ocupar cargo comissionado independentemente de sua classe, como: Delegado Adjunto de determinada Delegacia, Chefe de Departamento ou, ainda, Delegado Regional. Já o Escrivão pode ser nomeado Chefe de Cartório e o Investigador pode ser Sub-Inspetor De Investigadores ou Inspetor De Investigadores.
De acordo com a Lei Estadual Mineira Nº 15301 (2004), também compõem o seu quadro de efetivos as carreiras administrativas de Auxiliares, Técnicos-Assistentes & Analistas que, todavia, também são vinculadas à Secretaria de Estado de Planejamento e Gestão (SEPLAG) conforme Arts. 77, 90 & 91 da Lei Estadual Nº 24313 (2023).
A PCMG é regida pela Lei Complementar Estadual Mineira Nº 129 (2013), que renovou a estrutura organizacional e redefiniu as atribuições dos seus cargos, superintendências e departamentos especializados.

## Organização

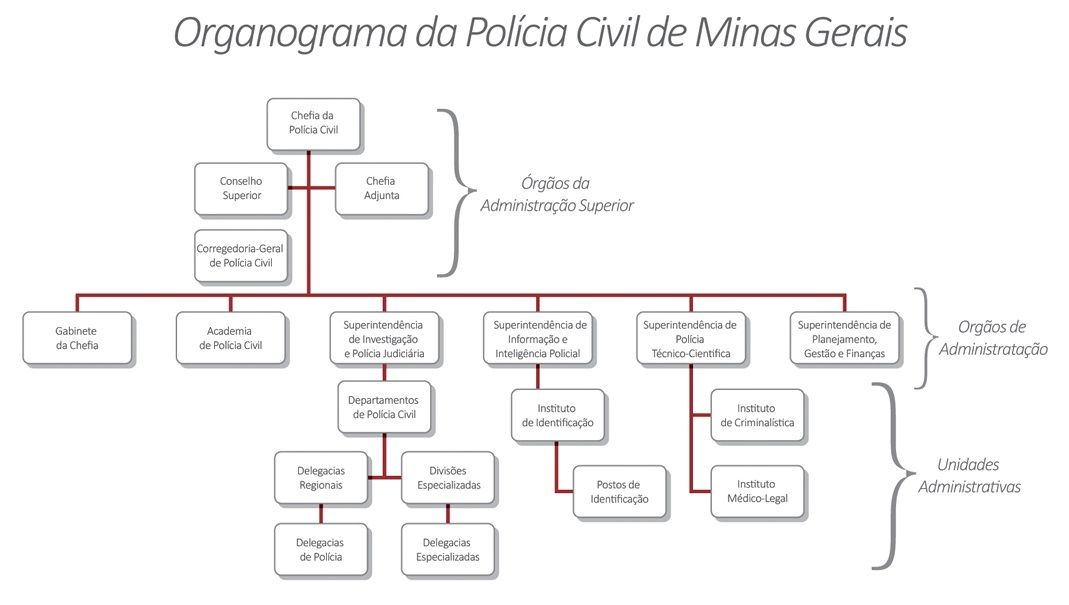
Organograma da PCMG.

### Estrutura Básica:

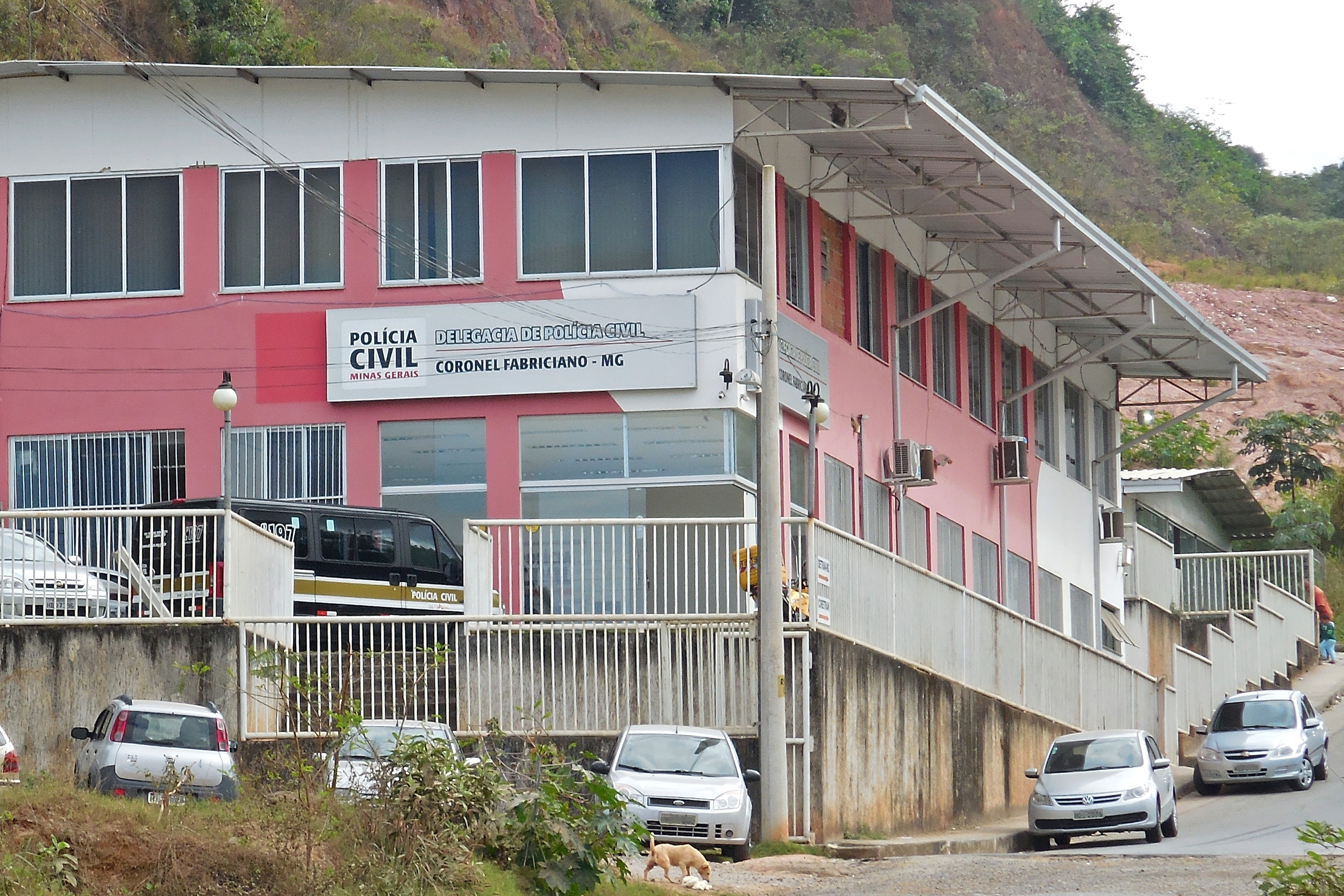
Delegacia da PCMG em Coronel Fabriciano, integrante do 12º Departamento da PCMG sediado em Ipatinga.

Conforme Art. 17 da Lei Complementar Nº 129 (2013), são órgãos da PCMG: 
I – Da Administração Superior: 
A) Chefia;
B) Chefia Adjunta;
C) Conselho Superior;
D) Corregedoria-Geral. 
II – De Administração: 
A) Gabinete da Chefia;
B) Academia de Polícia Civil (ACADEPOL);
C) Superintendência de Investigação e Polícia Judiciária (SIPJ);
E) Superintendência de Informações e Inteligência Policial (SIIP);
F) Superintendência de Polícia Técnico-Científica (SPTC);
G) Superintendência de Planejamento, Gestão e Finanças (SPGF). 
Ainda, conforme § 1 do referido Artigo, também integram sua estrutura orgânica as seguintes Unidades Administrativas:
I – Instituto de Criminologia;
II – Departamentos de Polícia Civil:
A) Delegacias Regionais de Polícia Civil:
A.2) Delegacias de Polícia Civil;
B) Divisões Especializadas;
B.1) Delegacias Especializadas.
III – Instituto de Criminalística;
IV – Instituto Médico-Legal;
V – Postos de Perícia Integrada (Postos Médico-Legais e Seções Técnicas Regionais de Criminalística);
VI – Instituto de Identificação:
A) Postos de Identificação. 
VII – Hospital da Polícia Civil; 
VIII – Colégio Ordem e Progresso; 
IX – Divisão de Polícia Interestadual (POLINTER);

X - Casa de Custódia.